# Eselskopf (Pfälzerwald)
Der Eselskopf  ist ein 438,9 m ü. NHN hoher Berg innerhalb des Wasgaus, wie der südliche Teil des Pfälzerwaldes genannt wird.

## Geographie

### Lage
Der Eselskopf befindet sich innerhalb der Waldgemarkung der Ortsgemeinde Eppenbrunn. An seinem Süd- und Westhang verläuft die Landesstraße 478, die über die „Eselssteige“ nach Fischbach bei Dahn führt. Westlich liegt der Eulenfels, nördlich der Berg Dusel (416,4 m) und nordöstlich erhebt sich das Bergmassiv der Hohen List (475,8 m).

### Naturräumliche Zuordnung
1. Großregion 1. Ordnung: Schichtstufenland beiderseits des Oberrheingrabens
2. Großregion 2. Ordnung: Pfälzisch-saarländisches Schichtstufenland
3. Großregion 3. Ordnung: Pfälzerwald
4. Region 4. Ordnung (Haupteinheit): Wasgau
5. Region 5. Ordnung: Südwestlicher Pfälzerwald bzw. Bitscher Waldniederung

## Charakteristika
Der Gipfel ist vollständig bewaldet und ist über einen Waldweg von Norden erreichbar.